# Minerve (S 647)
Il Minerve (distintivo ottico S647) è stato un sottomarino della Marine nationale francese, perso per incidente il 27 gennaio 1968 con la morte di tutto l'equipaggio.

## Storia

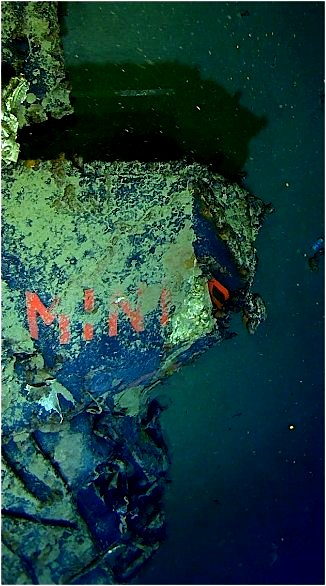
Dettaglio della falsatorre del sommergibile Minerve fotografato sul un fondale di 2.230 m da un mezzo telecomandato. Si intravedono le lettere del nome dell'unità.

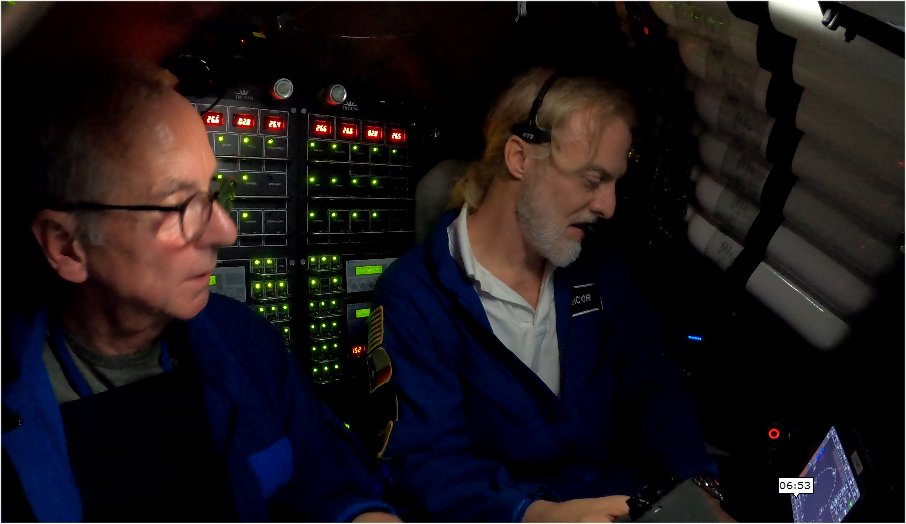
Il pilota Victor Vescovo e il contrammiraglio Jean-Louis Barbier durante la prima immersione sul relitto del Minerve, il 1 febbraio 2020.

Il sottomarino d'attacco a propulsione convenzionale Minerve, numero identificativo  S647, e numero di costruzione Q248, apparteneva alla classe Daphné della marine nationale composta da 11 unità costruite tra gli anni cinquanta e anni sessanta del XX secolo. Impostato presso i Chantiers Dubigeon a Nantes nel maggio 1958, fu varato il 31 maggio 1961. Nel giugno 1962 effettuò la sua prima immersione statica presso il molo transatlantico di Cherbourg, e il 14 dello stesso mese fu consegnato alla marina. Tra il 2 e il 30 novembre 1962 il sommergibile effettuò una lunga crociera in acque fredde. Salpato da Cherbourg il battello effettuò soste a Londonderry (Irlanda), Bergen (Norvegia), Göteborg (Svezia), e quindi rientrò nel porto di partenza dove effettuò lavori di manutenzione.
Dopo aver effettuato le sue ultime prove in mare davanti a Cherbourg nel novembre 1962, lasciò questo porto il 10 dicembre trasferirsi a Tolone, dove arrivò il 22 dicembre, dopo una sosta a Mers el-Kébir. Da quando era stato varato aveva percorso 3.058 miglia nautiche e completato 223 ore di immersione, di cui 44 allo snorke. Arrivato a Tolone fu assegnato alla  1ère Escadrille des sous-marins.
Il 26 luglio 1963 insieme ai sommergibili Amazone, Flore, Galatée e al cacciatorpediniere Maillé Brézé fecero scalo ad Alicante.
Il 10 giugno 1964 fu immesso in servizio attivo nella flotta. Dal 1 gennaio al 1 ottobre 1967,eseguì lavori di raddobbo presso il bacino di carenaggio Missiessy dell'arsenale di Tolone.
Nelle prime ore del mattino del 27 gennaio 1968 il sommergibile Minerve, al comando del tenente di vascello André Fauve, si trovava al largo di Tolone impegnato in una esercitazione con un velivolo da pattugliamento antisommergibile  Breguet Br 1150 Atlantic. A causa delle cattive condizioni meteorologiche, con vento a 60 nodi e mare forza 5-6, che interferivano nelle comunicazioni tra il battello ed il velivolo, alle 7:20 fu deciso di ridurre la durata dell'esercitazione. Mentre il velivolo continuava a circuitare sopra la zona di esercitazione, il Minerve comunicò di procedere verso sud, impegnato a ricaricare le batterie a quota snorkel. Nei successivi quindici minuto l'Atlantic cercò di ristabilire le comunicazioni con il sommergibile, ma senza successo. Alle 11:00 il comando sommergibili francesi dell'area mediterranea comunicò al Minerve che l'esercitazione era stata annullata a causa delle condizioni meteorologiche, lasciando al sommergibile libertà di manovra senza, tuttavia, ricevere alcuna risposta. Alle 2:15 del 28 gennaio la marine nationale iniziò le operazioni di ricerca del Minerve utilizzando numerose unità di superficie, subacquee e aeree presenti nel tratto di mare tra la Corsica e la costa francese.
Le autorità francesi speravano che il battello si trovasse in una zona di bassi fondali, e si stimava che la riserva di ossigeno del sommergibile fosse pari a 100 ore. Nei giorni successivi vi furono vari contatti tra i sonar attivi delle unità di superficie ma essi non portarono ad alcun risultato. Il mattino del 2 agosto la marine nationale sospese ufficialmente le ricerche, avendo anche appreso che alle 7:59 del 27 febbraio il sismografo di  Nizza aveva rilevato un rumore di un'onda d'urto probabilmente causata dall'implosione dello scafo del Minerve ad una quota di -600 m.
Una apposita commissione d'inchiesta, riunitasi tra il febbraio e il luglio 1968 ipotizzò vari scenari, come la cattura da parte di unità navali straniere, urto contro una mina o contro una formazione rocciosa, coinvolgimento di una marina non amica, effetti di una improvvisa scossa sismica o, più probabilmente, incatastamento a scendere dei timoni orizzontali poppieri a causa del malfunzionamento dell'impianto oleodinamico, cosa che avrebbe impedito qualsiasi manovra correttiva da parte dell'equipaggio. Tale malfunzionamento era già stato rilevato in altri battelli della classe Daphné, per fortuna senza gravi conseguenze.

### Operazione REMINER (REcherche MINERve)
Tra il settembre e il dicembre 1968 la marina francese condusse una campagna di ricerca del sommergibile utilizzando due batiscafi, il La Recherche e l'Archimède. Nel 1970 una nuova campagna di ricerca, eseguita con l'ausilio della nave per ricerche oceanografiche T-AGOR 11 Mizar dell'US Navy. portò al ritrovamento del relitto del sommergibile Eurydice, appartenente alla stessa classe, ma del Minerve non venne trovata alcuna traccia.
Nel 2018 il figlio del comandante Fauve intraprese una iniziativa mediatica, a nome di tutti i familiari della vittime del Minerve, che indusse il governo francese ad intraprendere una nuova campagna di ricerca. Essa fu avviata nel febbraio 2019 con l'utilizzo della nave norvegese Seabed Constructor, unità specializzata nella esplorazione dei fondali marini utilizzando veicoli a controllo remoto. Il 22 luglio 2019 lo scafo del Minerve fu trovato a una profondità di 2.335 m, 25 miglia a sud-sudovest di Tolone. Alla fine del 2020 una relazione redatta dal contrammiraglio Jean-Louis Barbier, consulente della Corte d'appello di Aix-en-Provence, affermava che la perdita del Minerve era dovuta ad una collisione con un mercantile mentre esso navigava a quota snorkel. La valvola di testa dello snorkel era stata ritrovata aperta, e si ipotizzava un repentino ingresso di una grande quantità di acqua marina all'interno del battello che avrebbe provocato l'appesantimento e il repentino appruamento del Minerve. Aggravata dal maltempo, e con l'incatastamento dei timoni poppieri, l'equipaggio non avrebbe potuto reagire in alcuna maniera all'emergenza creatasi.

### L'equipaggio al momento della tragedia
L'equipaggio al momento della perdita del sommergibile era così composto: comandante tenente di vascello André Fauve, tenente di vascello vicecommandante Bernard Gadonnet, tenente di vascello Jean-Marie  Agnus tenente di vascello addetto ai sistemi d'arma Patrice Cailliau, guardiamarina di prima classe Jean-Louis Renard, guardiamarina di prima classe  Alain Jean-dit-Prugnaud. 
Sottufficiali presenti a bordo: Bernard Doré, Richard Rich, Robert Cléren, Michel Dannay, Francis  Leblois, Auguste Le Mens, Daniel Potier, Jules Descamps, Bernard Allix, Claude Saussaye, Daniel Naas, Michel Obrenovitch, Jean-Pierre Naudin, Maurice Guicherd, Jacques Malarme, Nicolas Migliaccio.
Equipaggio: Jean-Claude Buhler, Raymond Dumont, Dominique Faure, Jean-François Fort, Serge Gomez, Alain Guérin, Bernard Hélies, Bernard Helmer Gérard Lambert, Gilbert Leporq, Daniel Leprêtre, François Meunier, Jean-Luc Moal, Jean-Marc Mouton, Christian Nicolas, Gilles Plottin, Guy Ropart, Daniel Schultz. Roger |Teyssandier, Michel Vaugelade, Jacques Vigneron, Edmond Rabussier, Michel Paillard, Pierre Ampen, Jacques Priard, Claude Goutorbe, Marcel Coustal, Alain Michel, Patrick Messiaen, Maurice Loichet.

### Annotazioni
1. ↑  L'ingegnere meccanico Jean-Marie Agnus era padre del giornalista Christophe Agnus, nato nel 1963

### Fonti
1. 1 2 3 4 5 6 7 8 9  Netmarine.
2. 1 2 3 4 5 6 7  Cosentino 2021, p. 43.
3. 1 2 3 4 5 6 7 8  Cosentino 2021, p. 44.
4. ↑  Cosentino 2021, p. 41.
5. ↑  Cosentino 2021, p. 45.
6. 1 2 3  S647.